# Дежурство
Дежурство — (от фр. De jour, дословно — «относящийся к данному дню») — исполнение какой-либо обязанности в порядке очереди.
Используется в организациях, заведениях, предприятиях, например в учебных заведениях (школах и так далее), в вооружённых силах (ВС) и так далее.

## История
В «ЭСБЕ» указано что слово Дежурство, в буквальном смысле означает очередь в исполнении какой-либо обязанности в определённый день. Позже Дежурство приобрело двоякий (двойной) смысл. С одной стороны, под дежурством разумелось исполнение обязанностей дежурного вообще, а с другой же стороны, наименование Дежурство присвоено Особому отделу Управления дежурного генерала армии.
В Большой советской энциклопедии под словом «дежурство» подразумевается пребывание рабочего на работе в нерабочее время для несения дополнительных обязанностей, что, в свою очередь, затем компенсируется возможностью рабочего брать отгул в течение следующих десяти дней. Эта обязанность была законодательно закреплена в постановлении ВЦСПС от 2 апреля 1954 года.
Дежурство следует различать со случаями исполнения трудовых обязанностей в ночное время или в праздничные дни врачами, медсёстрами, сантехниками, электриками, следователями, на практике также именуемые дежурствами.

## В школе
В школах обязанностью дежурного ученика — «Дежурный», является подготовка доски к уроку, уборка класса после уроков и тому подобное.

## На предприятии
Дежурства практикуются в некоторых предприятиях, где дежурный решает вопросы, обычно не связанные с его повседневной трудовой деятельностью.

## В вооружённых силах
В Вооружённых Силах СССР и Российской Федерации — России, широко применяется суточное дежурство, определяемое в Главе 6, Устава внутренней службы, как суточный наряд.
Статья 256 УВС ВС России: «Суточный наряд назначается для поддержания внутреннего порядка, охраны личного состава, вооружения, военной техники и боеприпасов, помещений и другого военного имущества воинской части (подразделения), контроля за состоянием дел в подразделениях и своевременного принятия мер по предупреждению правонарушений.»
Дежурства военнослужащими и подразделениями несутся в порядке равномерной очерёдности, в соответствии с заранее разработанным графиком (ведутся так называемые листы нарядов). Каждая заступающая смена суточного наряда накануне поимённо утверждается письменным приказом по воинской части.
С лицами, заступающими в наряд, проводятся занятия, проверка знаний и навыков и непосредственно перед заступлением — инструктаж. На подготовку выделяется три часа.
Ежедневно проводится развод суточного наряда — построение заступающей смены, как правило, на плацу части, с целью окончательной проверки лиц дежурной службы к готовности выполнения своих обязанностей. В случае неготовности хотя бы одного военнослужащего к дежурству (по любой причине) он подлежит срочной замене, при этом развод задерживается до прибытия сменщика. После развода новый наряд убывает к местам несения службы. На каждом месте несения дежурства выполняется утверждённая процедура приёмо-передачи дежурства с докладом вышестоящему дежурному и письменным рапортом.
Служба несётся в большинстве случаев круглосуточно. Для отдыха и сна регламентом дежурства определяется время в порядке очерёдности дежурных, не менее 4 часов в сутки (как правило, и не более). Военнослужащие по контракту за несение дежурства только в выходные и праздничные дни получают дополнительное время для отдыха (отгулы).
Суточный наряд назначается во всех воинских частях и подразделениях, и может существенно различаться по количественному составу и характеру исполняемых обязанностей в разных родах войск (сил) видов ВС и в каждой конкретной воинской части, в зависимости от её специализации и дислокации. Суточный наряд является основной формой дежурства, направленной на поддержание повседневной жизнедеятельности воинской части и требуемой готовности к выполнению задач по предназначению.
Лица суточного наряда, как правило, вооружены личным оружием.